# Венцковский, Тадеуш
Тадеуш Веслав Венцковский (Венцковски) (пол. Tadeusz Wiesław Więckowski; род. 1952) — польский учёный, профессор, доктор технических наук, ректор Вроцлавского технологического университета (Вроцлавская политехника) в 2008–2016 годах.

## Биография
Родился 31 октября 1952 года в Польше в городе Львувек-Слёнски.
В 1976 году окончил электротехнический факультет Вроцлавского технологического университета (ныне Вроцлавская политехника, город Вроцлав). По окончании вуза работал в Государственной радиоинспекции.
В 1980 году получил степень доктора технических наук (диссертация на тему «Anteny ramowe w metrologii pól elektromagnetycznych»). 20 августа 2002 года получил звание профессора технических наук. Работал во Вроцлавском технологическом университет: был его проректором, затем в течение двух сроков был ректором университета. Также занимал должность заместителя председателя комитета электроники и телекоммуникаций Польской академии наук.
Автор многих научных работ.

## Заслуги
- Награжден серебряным (2000)[3] и золотым Крестами Заслуг (2004)[4] и офицерским крестом ордена Возрождения Польши (2011)[5].
- Почетный доктор Львовского политехнического института (2011).[6]
- Почётный доктор Московского энергетического института (2014).[7]
- Почётный консул Научно-технического университета в Кракове (2018).[8]